# Сенишин Лев
Сенишин Лев, псевдонім Сен, Андронік, Авгуренко (14 вересня 1908–1958, Торонто) — галицький журналіст і карикатурист.
1929 року став членом пластунського куреня «Червона калина».
Ілюстратрував журнал «Жорна» (1933 — 34), співредактор «Комара» й видавництва «Українська преса» у Львові, редактор і карикатурист «Проти Шерсти» (1946–1948) в Ляндеку. Після переїзду до Канади редактор тижневика «Спорт» (1955 — 56) та співредактор газети «Гомін України».